# Daguan, Anqing
Daguan är ett stadsdistrikt i staden Anqing i provinsen Anhui i centrala Kina.
Distriktet är indelat i sju stadsdelsdistrikt, en köping, två socknar och två administrativa enheter på sockennivå.
Stadsdelsdistrikt (jiedao):

- Dekuanlu (德宽路街道)
- Huatinglu (花亭路街道)
- Jixianlu (集贤路街道)
- Linghu (菱湖街道)
- Longshanlu (龙山路街道)
- Shihualu (石化路街道)
- Yulinlu (玉琳路街道)

Köping (zhen):

- Haikou (海口镇)

Socknar (xiang):

- Shankou (山口乡)
- Shilipu (十里铺乡)

Områden på sockennivå:

- Daguan Kaifaqu (大观开发区)
- Wanhe Nongchang (皖河农场)